# José Salas Subirat
José Salas Subirat (Buenos Aires, Argentina, 23 de novembre de 1890 - Florida (Buenos Aires), Argentina, 29 de maig de 1975) fou un escriptor autodidacta argentí, autor de dues novel·les, llibres sobre assegurances i d'autoajuda. És també conegut per haver estat el primer traductor al castellà de l'Ulisses de Joyce (1945).

## Traducció de l'Ulisses
L'editorial argentina Santiago Rueda havia convocat un concurs per a la publicació d'una traducció de l'Ulisses. Salas Subirat s'hi va presentar amb una versió completa, que havia traduït per plaer.
Durant dècades, i fins a l'aparició de la traducció de José María Valverde (Barcelona, 1976), la seva va ser l'única traducció disponible en castellà.